# 澳洲雙邊魚
澳洲雙邊魚為輻鰭魚綱鱸形目鱸亞目雙邊魚科的其中一個種，分布於澳洲及巴布亞紐幾內亞的淡水流域，體長可達4.5公分，生活在靜止的溪流、池塘、沼澤等水域，屬肉食性，以水生昆蟲及小型甲殼類為食。